# Nakazawa Tomohide
Tomohide Nakazawa (sinh ngày 13 tháng 9 năm 1980) là một cầu thủ bóng đá người Nhật Bản.

## Sự nghiệp câu lạc bộ
Tomohide Nakazawa đã từng chơi cho Denso và Yokohama FC.